# فرانسین جوردی
فرانسین جوردی (به انگلیسی: Francine Jordi) (زاده ۲۴ ژوئن ۱۹۷۷) خواننده سوئیسی است.
او در مسابقه آواز یوروویژن ۲۰۰۲ نماینده سوئیس بود .